# Juneyao Air
Juneyao Air (кит. 吉祥航空), ранее известная как Juneyao Airlines (кит. 吉祥航空), — китайская авиакомпания базирующаяся в Шанхае, выполняет внутренние и международные рейсы из аэропортов Хунцяо и Пудун. Авиакомпания считается в КНР бюджетной и в основном занимается внутренними воздушными перевозками, но выполняет также международные авиарейсы.
Компания была основана в 2005 году.
23 мая 2017 года Juneyao Airlines стала первой авиакомпанией, которая присоединилась к альянсу Star Alliance в качестве партнёра, но без полноправного членства.
Также у Juneyao Airlines существует Код-шеринговое соглашение с авиакомпанией Shenzhen Airlines.
В 2018 году флот авиакомпании пополнился новым типом Boeing 787-9. Это первый самолёт от Boeing в парке Juneyao, так как все остальные были сделаны компанией Airbus.

## Флот

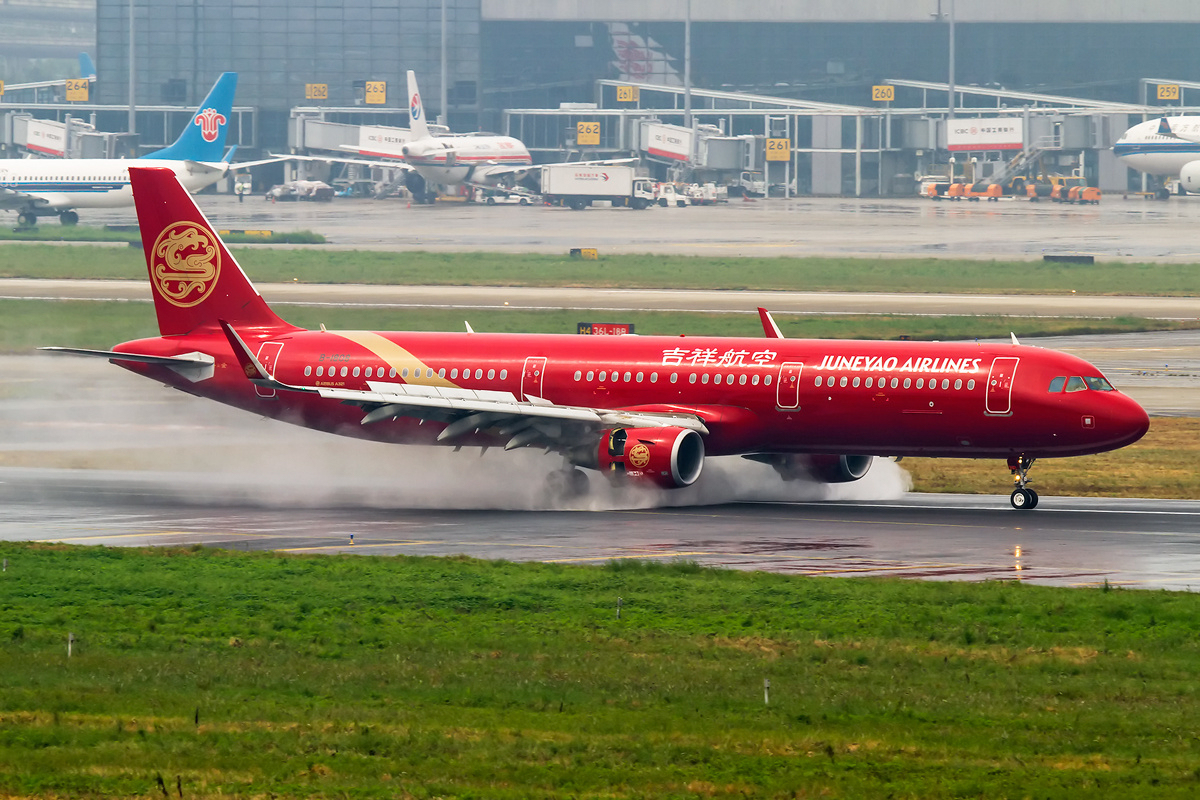
Airbus A321-200 авиакомпании Juneyao Airlines совершает посадку в Шанхайском аэропорту Хунцяо в 2015 году

В июле 2021 года воздушный флот авиакомпании Juneyao Air составляли следующие самолёты:
| Тип самолёта    | В эксплуатации | Заказано | Пассажирских мест | Пассажирских мест | Пассажирских мест | Примечания |
| Тип самолёта    | В эксплуатации | Заказано | C                 | Y                 | Всего             | Примечания |
| --------------- | -------------- | -------- | ----------------- | ----------------- | ----------------- | ---------- |
| Airbus A320-200 | 35             | —        | 8                 | 150               | 158               |            |
| Airbus A320neo  | 11             | —        | 8                 | 156               | 164               |            |
| Airbus A321-200 | 27             | —        | 12                | 178               | 190               |            |
| Airbus A321neo  | 3              | —        | 8                 | 199               | 207               |            |
| Boeing 787-9    | 6              | 4        | 29                | 295               | 324               |            |
| Всего           | 82             | 4        |                   |                   |                   |            |

## Дочерняя компания 9 Air
В 2014 году была основана дочерняя компания 9 Air.